# Akademski futsal klub Universitas
AFC Universitas (Akademski futsal klub Universitas - eng. Academic Futsal Club Universitas), poznatiji po akronimu AFCU, amaterski je i sveučilišni malonogometni klub iz Splita, koji okuplja studente i alumnije Sveučilišta u Splitu, a u sezoni 2021./2022. natječe se u Prvoj hrvatskoj malonogometnoj ligi.
Svoje domaće utakmice igra u "hramu splitskog futsala", Maloj dvorani ŠC Gripe, a publiku mu čine studenti, mladi, dionici akademske zajednice te zaljubljenici u sport i futsal.

## AFC Universitas danas
AFC Universitas od 2018. godine nastupa u najvišoj nacionalnoj razini natjecanja u futsalu - Prvoj hrvatskoj malonogometnoj ligi, od čega posljednju (2020./2021.) i aktualnu sezonu (2021./2022.) kao jedini predstavnik iz grada Splita u prvoj ligi. AFC Universitas je akademski klub, a igrački korpus u seniorskoj vrsti čine mu studenti i alumniji Sveučilišta u Splitu. Klub djeluje u okviru Splitskog sveučilišnog sportskog saveza, nadležnog za provođenje sportskih (rekreativnih i natjecateljskih) aktivnosti za studente u Splitu, a uz seniorsku broji i vrste u mlađim uzrastima te školu futsala "AFCU Dica".
AFC Universitas dvostruki je osvajač Hrvatskog malonogometnog kupa za regiju jug - 2020. i 2021. godine.

## Povijest kluba

### Osnivanje kluba
Tradicija futsal reprezentacije Sveučilišta u Splitu duga je koliko i sport na samom sveučilištu, tako da se objektivno može kazati da su u temeljima AFC Universitas ugrađeni svi oni koji su u razdoblju od 20-ak godina razvijali splitski sveučilišni futsal na bilo koji način.  Ideja osnivanja kluba godinama se razvijala u Splitskom sveučilišnom sportskom savezu (UniSport ST) - koji skrbi o sportu na Sveučilištu u Splitu te nastupima sveučilišnih reprezentacija - posebno s obzirom na rezultate koji su redovito postizani na nacionalnim i međunarodnim studentskim natjecanjima (UniSport Finals, Europska sveučilišna prvenstva, Europske sveučilišne igre). 
S vremenom, uz svjesnost o kvaliteti i potencijalu koju jedan sveučilišni klub može imati na najvišoj razini sportske izvedbe, Savez je najprije krenuo s formalnim koracima u vidu osnivanja kluba koji bi se "jednog dana, kada se poklope svi uvjeti, možda mogao natjecati u Hrvatskoj malonogometnoj ligi". Na tragu toga, 20. lipnja 2008. formalno je osnovan klub naziva Studentski malonogometni klub DIPLOMUS, koji se nije natjecao ni u kojoj ligi te koji se usmjerio isključivo na pripreme i brigu o nastupima futsal reprezentacije Sveučilišta u Splitu na nacionalnoj i europskoj razini.

### Početak natjecanja i promjena imena
Izrastanjem jedne kompaktne generacije, koja je stupanj kvalitete stalno održavala te uspijevala u tome uključivati i novopridošle studente, došlo se do zaključka kako je sazrelo vrijeme da se klub konačno i konkretno aktivira te da se krene s nastupima u Hrvatskoj malonogometnoj ligi. Do toga iskoraka dolazi u sezoni 2016./2017., kada klub počinje s nastupima u 3. HMNL, odnosno Splitsko-dalmatinskoj županijskoj ligi. S obzirom na novi smjer razvoja, odlučeno je i prilagoditi naziv kluba pa tako 20. prosinca 2016. klub službeno mijenja naziv u Akademski malonogometni klub Universitas – Split, odnosno na engleskom jeziku Academic Futsal Club – Universitas Split, skraćeno AFC Universitas – Split, iz čega proizlazi "AFCU", kako je odmilja najpoznatiji među futsal publikom.
Nakon nastupa u 3. HMNL, zajedno s drugom momčadi Malonogometnog kluba Split, dolazi do poziva od resornog nogometnog saveza za nastupom u višem rangu natjecanja, odnosno u 2. Hrvatskoj malonogometnoj ligi – JUG.

### Plasman u drugu ligu i razvoj kluba
Plasmanom u drugu hrvatsku malonogometnu ligu, pristupilo se ozbiljnim pripremama, a dovedena su i brojna pojačanja - u prvom planu splitski studenti i bivši studenti, koji su u tom trenutku igrali u različitim drugoligaškim, ali i prvoligaškim klubovima. Klub se razvija u promotivnom smislu i dobiva na medijskoj vidljivosti kroz specifičan način komunikacije, čime se postupno gradi publika, koja u sve većem broju posjećuje domaće utakmica kluba. Okrenutost prema publici očituje se i u nenaplaćivanju ulaza na tribine svim studentima Sveučilišta u Splitu uz predočenje studentske iskaznice. Svoj drugoligaški nastup u sezoni 2017./2018. AFCU završava na prvom mjestu, tako izborivši plasman u 1. HMNL, što je predstavljalo značajan uspjeh i na području hrvatskog studentskog sporta.    

### Etabliranje kluba i nastupi u 1. HMNL
Osnaživanjem stručnog stožera, dodatnim pojačanjima i daljnjim razvojem, klub je dočekao nastup u najvišem razredu nacionalnog sustava futsal natjecanja - Prvoj hrvatskoj malonogometnoj ligi. AFC Universitas u svojoj debitantskoj prvoligaškoj sezoni 2018. / 2019. dolazi do četvrfinala doigravanja za prvaka, a taj uspjeh ponavlja i u sezoni 2020. / 2021.   

## Trofeji
2021. -  POBJEDNIK: Hrvatski malonogometni kup - regija jug 2021.
2020. -  POBJEDNIK: Hrvatski malonogometni kup - regija jug 2020.
2018. -  POBJEDNIK: 2. Hrvatska malonogometna liga 2017. / 2018.

## Pregled nastupa po sezonama
| sezona                | rang                  | liga                  | pozicija              | doigravanje           |
| AFC Universitas Split | AFC Universitas Split | AFC Universitas Split | AFC Universitas Split | AFC Universitas Split |
| --------------------- | --------------------- | --------------------- | --------------------- | --------------------- |
| 2016./17.             | 3                     | Županijska liga       |                       |                       |
| 2017./18.             | 2                     | 2. HMNL - Jug         | 1./12                 |                       |
| 2017./18.             | 2                     | 2. HMNL - za prvaka   | 1./3                  |                       |
| 2018./19.             | 1                     | 1. HMNL               | 6/12                  | poraz u četvrtfinalu  |
| 2019./20.             | 1                     | 1. HMNL               | 9/10                  |                       |
| 2020./21.             | 1                     | 1. HMNL               | 5/10                  | poraz u četvrtfinalu  |
| 2021./22.             | 1                     | 1. HMNL               | /10                   |                       |

## Vanjske poveznice
- Arhivirana inačica izvorne stranice od 12. rujna 2018. (Wayback Machine) Službena web stranica
- Službena facebook stranica
- Službena Instagram stranica